# Lyby församling
Lyby församling var en församling i Lunds stift och i Hörby kommun. Församlingen uppgick 2002 i Hörby församling.

## Administrativ historik
Församlingen har medeltida ursprung. 
Församlingen var till 2002 annexförsamling i pastoratet Hörby och Lyby som från 1974 även omfattade Fulltofta, Äspinge, Södra Rörums och Svensköps församlingar. Församlingen uppgick 2002 i Hörby församling.

## Kyrkor
- Lyby kyrka